# Eretmocerus emiratus
Eretmocerus emiratus is een vliesvleugelig insect uit de familie Aphelinidae. De wetenschappelijke naam is voor het eerst geldig gepubliceerd in 1998 door Zolnerowich & Rose.